# Capella Tower
Capella Tower, chiamato anche 225 South Sixth, è un grattacielo adibito per uso come uffici localizzato a Minneapolis, in Minnesota, negli Stati Uniti. L'edificio è stato inaugurato nel 1992 con il First Bank Place come sede del First Bank System.
Nel 1997, First Bank System ha acquisito Bancorp negli Stati Uniti e ha cambiato il nome dell'edificio in US Bancorp Place. La sede della US Bancorp si è trasferita negli Stati Uniti nel Bancorp Center nel 2000, dopo di che la torre ha cambiato nome in 225 South 6th Street. Nel marzo 2009, l'edificio ha assunto il suo nome attuale.
L'altezza dell'edificio lo rende il secondo più alto della città, dopo il IDS Center; per alcuni anni l'altezza dell'edificio è stata in discussione.
La Capella Tower è collegata al Minneapolis Skyway System e compre una superficie di 130.000 m2.